# Célanie Carissan
Pour les articles homonymes, voir Carissan.
Célanie Carissan est une compositrice et pianiste française née le 13 février 1843 à Nantes et morte le 30 novembre 1927 à Neuilly-sur-Seine.

## Biographie

### Famille
Marie-Charlotte-Élisabeth Célanie Carissan naît le 13 février 1843 à Nantes,. Dans sa fratrie de plus de neuf enfants, sa sœur, Marie Elisabeth Carissan, née le 12 juin 1844, est écrivaine, poétesse et pianiste et utilise le pseudonyme E. de Nassirac. Les deux sœurs collaborent tout au long de leur vie. Elles sont les tantes de la peintre de fleurs Alice Carissan (1869-1964), fille d'Ambroise Louis (1839-1892). Leur mère Célanie Jolly meurt en 1857.
Leur père, Eugène Carissan, est juge de paix à Nantes. Leur frère aîné  Eugène sera professeur à l'École supérieure des lettres, sciences et arts de la ville bretonne. La famille Carissan est proche de celle du compositeur nantais Louis-Albert Bourgault-Ducoudray (1840-1910).

### Carrière

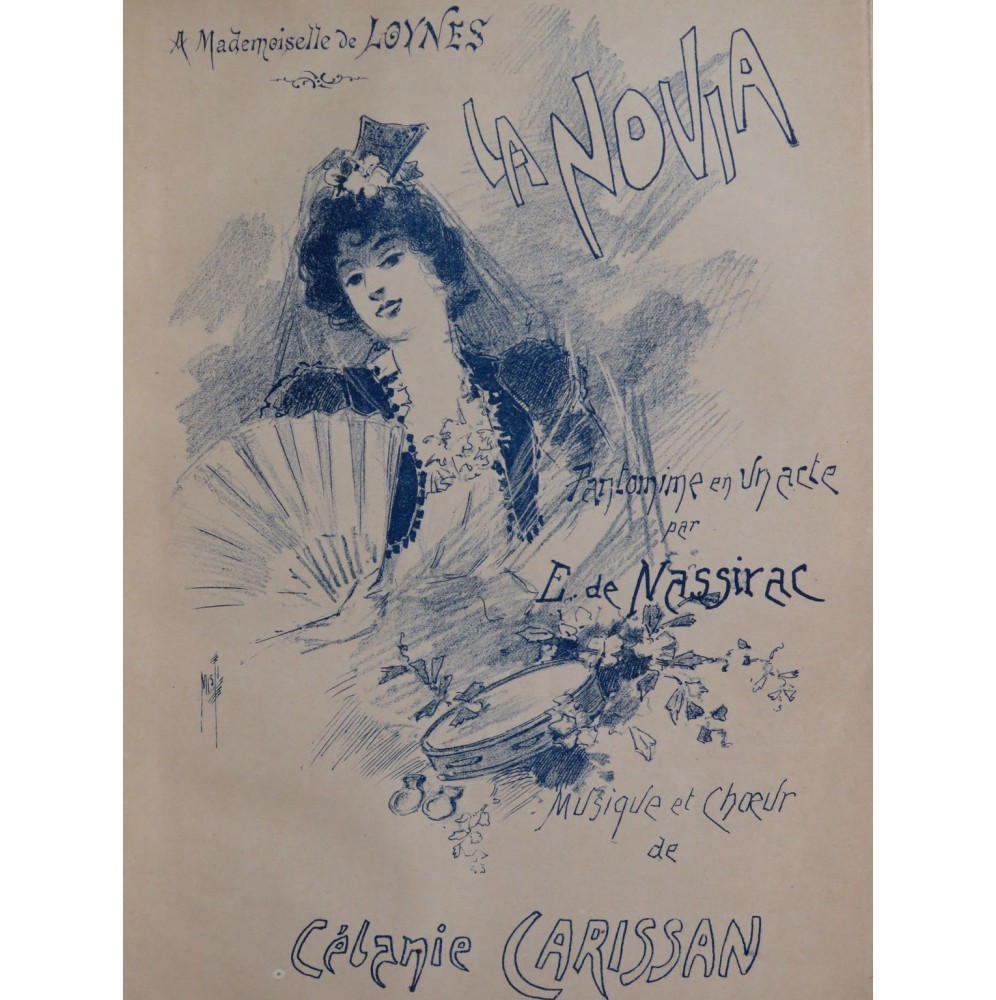
Partition d'une œuvre des sœurs Carissan.

Célanie Carissan collabore notamment avec Adrien de Carné et Théophile Gautier. Pour ses mélodies, elle met en musique des poèmes de Thibaut de Champagne, Thomas Moore ou Alphonse de Lamartine, dont le livret de son oratorio Rebecca. L’œuvre, inspirée de la Genèse, est écrite pour soli, chœurs et orchestre, et divisée en huit scènes. Elle est jouée plusieurs fois à Paris en 1893, salle Érard, et saluée à sa création. La partition existe en réduction pour chant et piano.
Carissan est aussi l'autrice d'une légende dramatique sur un poème de Carné, La Fiancée de Gaël, représentée à Paris et à Nantes en 1891, construite autour de thèmes bretons dont « elle a su tirer un excellent parti », selon les mots du critique au Sonneur de Bretagne Sullian Collin.
Outre ses ouvrages destinés à la scène, elle a également composé plusieurs mélodies et chansons ainsi que quelques pièces pour piano et de la musique de chambre.
Lors d'un concert à la Société nationale de musique, le 10 janvier 1891, sont interprétées salle Pleyel ses mélodies Écho et Chanson de l'abeille.
Célanie Carissan donne également des conférences sur l'histoire de la musique et rédige  la rubrique "cours de musique et d'harmonie" dans le journal pour enfants "Le Jeune âge illustré".
En 1893, elle est invitée à exposer ses œuvres au Palais des Femmes lors de l'Exposition universelle de Chicago, en compagnie d'Augusta Holmès, Cécile Chaminade et Gabrielle Ferrari.,
À lire les critiques de son temps, les compositions de Célanie connurent le succès, tant sa musique de chambre ou vocale que sa musique de théâtre.
Le 26 novembre 1910, sa sœur Elisabeth, professeure de piano, décède. Elle vivait au 44 rue Poussin dans le XVIe arrondissement.
Célanie Carissan meurt le 30 novembre 1927 en son domicile de Neuilly-sur-Seine, 89 boulevard Bineau.

## Œuvres

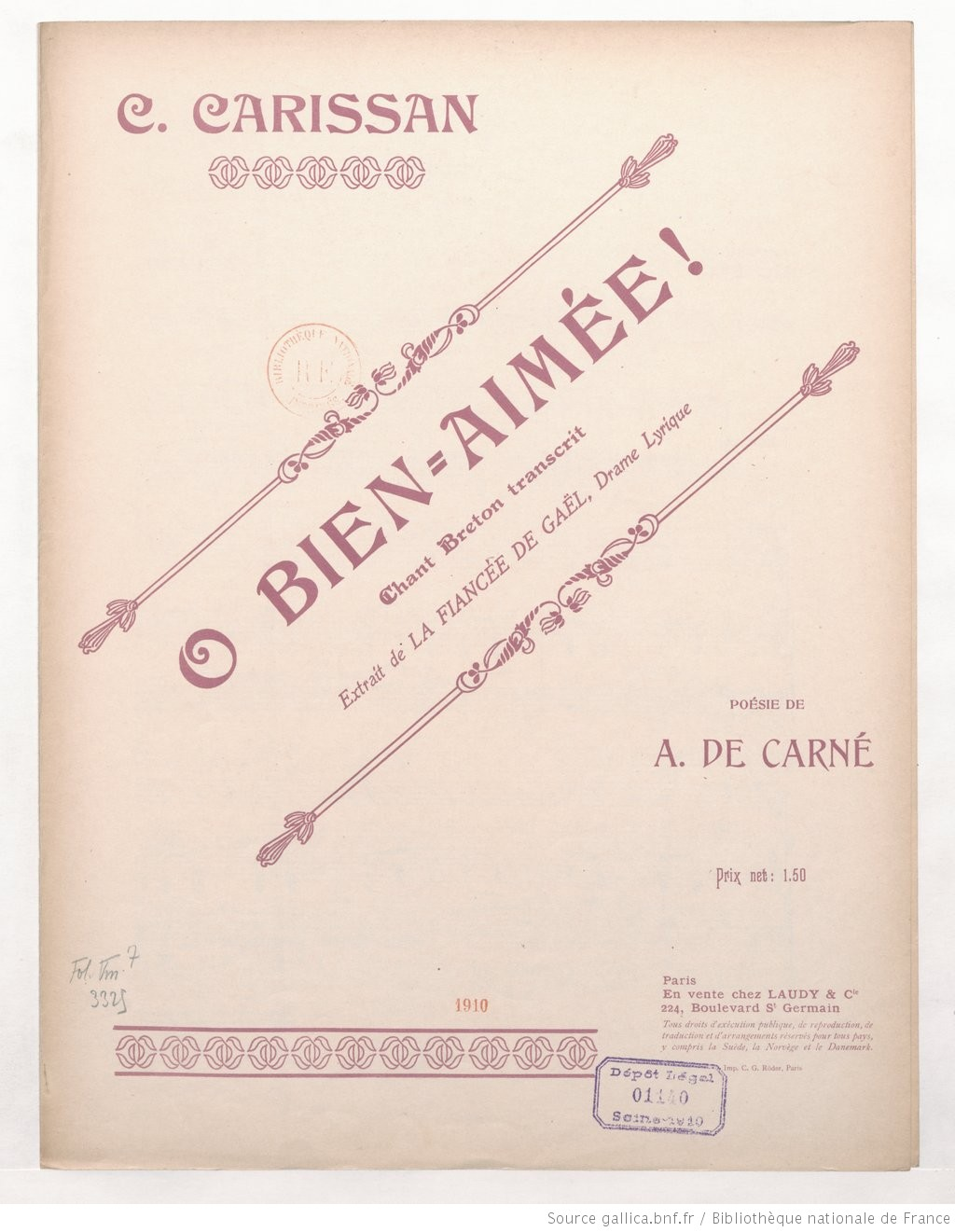
Ô bien-aimée de Célanie Carissan, chant breton transcrit, extrait de La Fiancée de Gaël, couverture de la partition.

Parmi ses œuvres, figurent notamment :

### Écrits
Deux romans :
- Un Échange (Paris, Téqui, 1879) ;
- Le Récit de Catherine (Paris, Blaud et Barral, 1882).

### Compositions

#### Pour la scène
- La Jeunesse d'Haydn, opéra-comique, représenté à la salle Duprez le 27 mars 1889[9] ;
- La Fiancée de Gaël, légende dramatique, livret de A. de Carné (Paris, A. Quinzard, 1892) ;
- Rebecca, oratorio en 8 scènes, texte de E. de Nassirac (Paris, Enoch et Costallat, 1893), œuvre musicale « véritablement belle et remarquable »[10] ;
- L'âme et l'amour, drame lyrique, livret d'A. de Carné (Paris, Davy, 1893) ;
- La Novice, drame lyrique ;
- Riquet à la houppe, comédie, livret de E. de Nassirac (1911).

#### Musique instrumentale
- Trois pièces à Lili, pièces enfantines pour piano, (Paris, V. Durdilly, 1887) ;
- Pavane et rigodon pour piano (Paris, Laudry, 1900) ;
- Intermède, valse pour piano (Paris, Bourlant-Ladam, 1904) ;
- Scènes des Alpes pour violon et piano (Paris, Hayet, 1905) ;
- Diamant bleu, valse tzigane pour piano (Paris, Bourlant-Ladam, 1907) ;
- Trio en sol mineur « Les Voix », pour piano, violon et violoncelle (Paris, Hayet, 1913).

#### Musique vocale
- Séléné, scène antique pour voix de femmes, solo, chœur et orchestre, poème d'A. de Carné (Paris, Hayet, 1913) ;
- Berceuse de la Vierge, initialement parue dans Le Journal des Demoiselles le 1er mai 1893, puis éditée chez A. Quinzard et Cie en 1899.